# Embriologija bubrega i mokraćnog sistema
 Embriologija bubrega i mokraćnog sistema je skoro identičan kod oba pola, i podjednako se i razvija. Dok su im bubrezi, ureteri i mokraćna bešika isti, ono što razlikuje muški od ženskog pola su genitalni organi. Mokraćni ili urinarni i genitalni sistem su anatomski i embriološki intimno međusobno prožeti.

## Anatomija bubrega
Bubreg je parni organ koji izlučuje mokraću. Kod odrasle osobe težak je oko 120—200 grama, dužine je oko 11, širine oko 5, a debljine oko 3 cm.

### Položaj
Bubrezi su smešteni retroperitonealno, tako da, gornja trećina leži na prečagi (dijafragmi), na granici gornje i srednje trećine, i ukoso ukršta dvanaesto rebro, dok je hilus bubrega osobe u ležećem položaju u visini drugog slabinskog (lumbalnog) pršljena. Uzdužna osovina bubrega položena je koso tako da su gornji polovi bliže od donjih. Desni bubreg leži malo niže od levog.  

### Građa
Bubrežniparenhim je obavijen vezivnom čaurom koja se lako ljušti. Oko vezivne čaure nalazi se masna kapsula koja bubreg održava u normalom položaju. Preko masne kapsule nalazi se bubrežna fascija koja se sastoji od subperitonealnog tkiva. Ona obavija bubreg i nadbubrežnu žlezdu koja je smeštena uz gornji deo bubrega. Bubreg čine:
Srž (medulla renis)
Medularnu supstancu izgrađuju bubrežne (Malpigijeve) piramide čija je baza okrenuta prema površini bubrega, a vrh prema hilusu. Izdanci 
Kora (cortex renis)
Izdanci kortikalne supstance spuštaju se do hilusa i odvajaju piramide. Bubrežna piramida sa delom kortikalne supstance (Bertinijevi stubovi ) koji je okružuje čini lobus ili renculus. Kod odrasle osobe u bubregu se nalazi 10—20 renkula. Kortikalna supstanca se deli na dve zone od kojih se pars radiata
nastavlja na bazu piramide i sadržiravne kanaliće koji dolaze iz piramida, a preostali gornji deo kore je pars convoluta isadrži glomerule (Malpigijeva telešca) i zavijene kanaliće.
Glomerul ili Malpigijevo telašce se sastoji od mreže kapilara okružene Bowmanovom čaurom. Bowmanova čahura ima dva lista, visceralni i parijetalni. Visceralni okružuje kapilare, dok parijetalni list čine pločaste ćelije. U Bowmanovu čauru na vaskularnom polu ulazi aferentna arteriola, a izlazi eferentna arteriola. Os suprotnog (urinarnog) pola glomerula odlaze bubrežni kanalići koji se dele na proksimalne, Henleovu petlju i distalne kanaliće. Ti kanalići zajedno sa glomerulom čine nefron, osnovnu funkcionalnu jedinicu bubrega.

## Embrionalni razvoj bubrega
Oba sistema mokraćni i polni, razvijaju se iz zajedničkog mezodermalnog grebena (intermedijarni mezoderm) i otvaraju se u zajednički kanal, zvani kloaka. Kloaka se deli na prednji i zadnji deo. 
Prednji deo kloake
Iz prednjeg dela kloake formirase urogenitalni sistem. Prednji deo kloake se deli na ureteralni pupoljak i pupoljak bešike. Ureteralni pupoljak ide ka urogenitalnom sinusu iz koga će se kasnije formirati ureter i baza mokraćne bešike. Ureteralni pupoljak se sreće i spaja sa bubregom koji se razvija iz metanefrosa.
Zadnji deo kloake
iz zadnjeg dela kloake formira se gastrointestinalni trakt. 

### Faze u razvoju bubrega
Kod čoveka se u intrauterinom razvoju razvijaju tri različita bubrežna sistema: pronefros, mezonefros i metanefros. Oni se diferenciraju progresivno od cervikalnog ka kaudalnom delu u nefrogenom nizu. Prvo se razvija pronefros koji je kod čoveka rudimentaran. Potom se razvija mezonefros. Pronefros i mezonefros predstavljaju prolazne faze u razvoju uropoeznog sistema kod čovjeka. Završni stadijum razvoja bubrega kod čoveka je metanefros. Oba provizorna bubrega, kao i definitivni bubreg, razvijaju se od iste osnove koju čine nefrotomi, odnosno nefrogeni tračak. Oni se razlikuju jedino po tome što ne nastaju od istih nefrotoma, ni u isto vreme, niti dostižu jednak stepen razvoja.

#### Pronefros
Pronefros, koji prvi primitivni bubreg kod svih kičmenjaka, javlja na početku 4 nedelje (ili 21 dana razvoja) i razvija se iz 7–10 grupa ćelija - cervikalnih somita.
Njegove ekskretorne jedinice se zovu nefrotomi, koji su sastavljen od svega nekoliko poprečno postavljenih kanalića, koji izrastaju iz kranijalnih nefrotoma udorzolateralnom smeru. Medijalni kraj tih kanalića komunicira sa celomskom šupljinom pomoću otvora (nephrostoma), dok se lateralni kraj spaja sa susednim kanalićem, tako da obrazuje jedinstveni uzdužno postavljen kanal. To je neka vrsta primarnog-primitivnog mokraćovoda, koji raste u kaudalnom smeru sve dok se ne otvori u kloaku. Kod ljudskog egembriona pronefros uopšte ne funkcioniše kao ekskrecijski organ.
Pronefros indukuje formiranje mezonefrosa, da bi na kraju 4 nedelje potpuno regredirao. Od njega jedino ostaje kaudalni kraj primarnog mokraćovoda, koji tokom daljeg razvoja ima značajnu ulogu.

#### Mezonefros
Mezonefros (prabubreg ili Wolffovo teklašce) se javlja pri kraju 4 nedelje intrauterinog razvoja. Nastaje iz grudnog i slabinskog segmenta intermedijarnog mezoderma. Funkcioniše kao „srednji“ bubreg oko 4 nedelje. 
Ekskretorni kanalići u mezonefrosu se formiraju iz nefrogenog platoa, šuplji su i otvaraju se u kanal mezonefrosa. Svojom elongacijom oni formiraju tubule mezonefrosa (skraćeno MT) od kojih proksimalni deo ponovnom elongacijom formira dupli zid Bowman-ove kapsule (skraćeno BC). 
Invazijom Bowman-ova kapsula doseže unutrašnji vaskularni glomerulus formirajući mezonefrički korpuskul (skraćeno MC). Mezonefrički tubuli se diferenciraju u deblji, tamniji proksimalni sekretorni segment i tanji, svetliji distalni kolektorni segment. Mezonefrički duktus se otvara u kloaku.
Krajem drugog meseca embrionalnog razvoja, mezonefros uglavnom atrofira, osom onog dela od kojeg se kod muškog pola razvijaju ductuli efferentes i paradidymis, a kod ženspog pola epoophoron i paraoophoron.

#### Metanefros
Metanefros je definitivni bubreg koji se razvija u 5 nedelji, od sakralnog segmenta intermedijarnog mezoderma, dok se kolektorni sistem razvija različito od bubrega. Kolektorni kanalići permanentnog bubrega se razvijaju iz pupoljka uretera kao izdanak mezonefričkog kanala odmah pored njegovog ulaska u kloaku. 
Pupoljak potom prodire u metanefričko tkivo pomerajući ga nagore koje pokriva njegov distalni deo kao kapa. Posle toga pupoljak se širi formirajući primitivnu bubrežnu karlicu (pijelon), koja se dalje sukcesivno deli na čašice i dalje u 1 – 3 miliona tubula. 
Kompletno stvaranje kanalnog sistema završava u 10 nedelji. Poslednji se kanalizuje UPS koji predstavlja najčešći uzrok opstrukcije UPS u fetalnom periodu. 
Nefrogeneza traje u periodu od 32 do 36 nedelje gestacije. Iz ureteralnog pupoljka se definitivno razvijaju ureteri, karlice , čašice i kolektorni sistem. Anomalije u razvoju prouzrokuje anomalije poput ektopičnog i potkovičastog bubrega, duplikacije bubrega, uretera i donjeg urinarnog trakta.

#### Bubreg
Bubreg se razvija iz dve komponente 
- Metanefričke blasteme – ekskretorne jedinice;
- Ureteralnog pupoljka iz koga se rađa kolektorni sistem.

Na rođenju, mezoderm uzrokuje lobuliranni izgleda bubrega, koji nestaje u detinjstvu. Obzirom da se poreklo bubrega razlikuje od uretera, patolozi smatraju da se anomalije i patološke promene kod bubrega razlikuju od onih kod uretera.

#### Acensus i rotacija bubrega
Prvobitni položaj bubrega je u maloj karlici ispred sedalna kost (sakruma) odakle se bubreg postepeno penje ka trbuhu i krećući se dalje doseže svoj definitivni položaj u 9 nedelji intrauterinog razvoja. 
Penjanje bubrega (ascensus renis) je relativno jer je najvećim delom izazvano rastom embriona kaudalno od bubrega. Prvobitno se hilus bubrega nalazi ventralno, ali tokom penjanja rotira za 90o ka srednjoj liniji tela (medijalno) i relokacijom i rotacijom krajem 9 nedelje se pozicionura u svoj definitivno lumbalno i anteromedijalno ležište.

## Embrionalni razvoj mokraćna bešike i uretre

### Faze u razvoju mokraćna bešike i uretre
Mokraćna bešike i uretr, anatomski gledano čine donji urinarni trakt (skraćeno LUT) i formiraju se od endoderma zadnjeg creva.
U stadijumu 13 embriona kloaka je zajednički završetak završnog (rektalnog) creva i urogenizalnog trakta. Izmedju 4 i 6 nedeqe urorektalni septum (pregrada) razdvaja kloaku ma primarni urogenitalni sinus (napred) i rektum (pozadi). 
- Bešika i karlični (pelvični) deo uretre se razvijaju iz primarnog urogenitalnog sinusa, a zadnja uretra se formira od definitivnog urogenitalnog sinusa. Trigonum bešike se razvija iz kaudalnog kraja mezonefričkog ductusa;
- Urorektalni septum razdvaja kloakalnu membranu u dve membrane: urogenitalnu membranu napred i analnu membranu pozadi. Obe membrene atrofiraju formirajući urogenitalni i intestinalni (crevni) otvor.[5]

### Faze u razvoju urorektalne pregrade i perineuma
Prema sadašnjim saznanjima smatra se da urorektalna pregrada nije samo izolovani sloj ćelija koji polako urastaju u kloakalnu membranu, već da se ona sastoji iz dve mezodermalne strukture sastavljene zajedno: 
- Toureneux ov nabor (gornji) koji leži napred, a raste kaudalno ka kloakalnoj membrani;
- Ratke-ovi nabori (dva bočna) koji se spajaju medjusobno u sredini.

## Značaj poznavanja embrionalnog razvoja bubrega i mokraćnog sistema
Značaj poznavanja embriologije mokraćnopolnog ili urogenitalnog sistema (skraćeno UGT) je važan:
- za razumevanje kako nastaju razvojne anomalije bubrega i mokraćnog sistema,
- kakva je fizološka uloga pojedinih delova UGT i
- koja unutartrbušna ili intrauterina pojava je uzrok u nastanku, prvo patološkog razvoja pojedinih delova ili celog organa, a potom i kako i zašto dolazi do kompromitacije njegove funkcije.

Sa gledišta kompleksnosti i trajanja diferencijacije i razvoja polnog i mokraćnog sistema važan je podatak o incidenci malformacija koje zahvataju ove sisteme i da je ta incidenca veoma visoka i da na nju otpada i do 10% malformacija svih sistema u našem telu. 
Etiologija razvojnih anomalija bubrega i mokraćnog sistema, se nekada razvrstava na:
- genetskoj osnovi,
- uslovima sredine ili genetski uslovi + sredina → polifaktorijalno nasledjivanje.

Genetski i nasledni faktori čine oko 20% anomalija otkrivenih nakon rođenju, hromozomske aberacije 5%, a faktori sredine blizu 10%. Značaj ovih statističkih podataka je u suprotnosti sa činjenicom da se jedna trećina do jedne polovine zigota nestaje u prvoj nedelji gestacije i da se za približno 70% anomalija
koje se javljaju kod čoveka ne zna uzrok.

## Posledice poremećaja embrionalnog razvoja bubrega i mokraćnog sistema
Anomalije bubrega i mokraćnog sistema su veliki razlog za zabrinutost kako lekara tako i porodice dece sa poremećajima u embrionalnom razvoju jer su: 
- prisutne u oko 3% dece nakon porođaja,
- u oko 20% slučajeva uzrok perinatalne smrti beba.

## Literatura
- Junqueira L.C., (2005). Osnovi histologije., Beograd, Data status,
- Milin J., (2000). Embriologija., Novi Sad, STYLOS – Izdavaštvo,
- Rosenblum, S.; Pal, A.; Reidy, K. (април 2017). „Renal development in the fetus and premature infant”. Semin Fetal Neonatal Med. 22 (2): 58—66.

## Spoljašnje veze
- „XI. Splanchnology The Urogenital Apparatus”. Архивирано из оригинала 12. 12. 2004. г. Приступљено 22. 08. 2018. — Gray's Anatomy (језик: енглески)

|  | Molimo Vas, obratite pažnju na važno upozorenje u vezi sa temama iz oblasti medicine (zdravlja). |